# Guglielmo Bellasi
Guglielmo Bellasi (Certaldo, 9 settembre 1935 – Novara, 2 giugno 2025) è stato un pilota automobilistico e imprenditore svizzero.

## Biografia
Figlio di un uomo originario di Lugano, nacque in Italia nel 1935 e, appena diventato maggiorenne, tornò in Svizzera per evitare il servizio militare; successivamente emigrò nuovamente in Italia dove iniziò a costruire vetture per le Formule minori
Dopo una buona gavetta nella Formula 3 europea, il pilota svizzero Silvio Moser chiese a Guglielmo Bellasi di costruire una vettura anche per la Formula 1.
Il modello, denominato F1 70, montava motore Ford Cosworth e fu costruito in un solo esemplare. Moser esordì senza qualificarsi al Gran Premio d'Olanda. Fallì la qualificazione altre quattro volte nel corso della stagione. Riuscì a prendere parte solo al Gran Premio d'Austria, terminando però dopo pochi giri per problemi meccanici.
Nel 1971 Moser s'iscrisse al Gran Premio d'Italia, riuscendo a qualificarsi ma senza terminare la gara. In entrambe le stagioni la vettura corse sotto i colori della Silvio Moser Racing Team SA.